# Robert Acuña
Robert Acuña ist ein US-amerikanischer Maler, er lebt und arbeitet in Los Angeles.

## Leben
Geboren und aufgewachsen als Sohn mexikanischer Einwanderer in Los Angeles, absolvierte er ein Studium der Kunst am Otis College of Art and Design, Los Angeles, (1997 Bachelor Fine Art (B.F.A.)) und an der University of Nevada, Las Vegas, (2000 Master Fine Art (M.F.A.)). Dort klassisch ausgebildet in Malerei, hat Acuña inzwischen eine abstrakte, bestechend elegante Bildsprache entwickelt, die vom Lebensgefühl Kaliforniens geprägt ist. Seine grafischen Silhouetten, in die er glitzernde Metallpartikel und fluoreszierende Lacke einarbeitet, sind nicht nur atmosphärisch, sondern auch stilistisch beeinflusst von der amerikanischen Werbung, dem Glamour Hollywoods sowie der Pop-art der Westküste.

## Einzelausstellungen (Auswahl)
- 2006, Flava, Galerie Schmidt Maczollek, Köln
- 2004, Sweet as a lazy sunday, Cartelle Gallery, Marina del Rey
- 2001, Slick, Susanne Vielmetter, Los Angeles Projects, Los Angeles
- 2000, Slow & Low, Nevada Institute of Contemporary Art, Las Vegas
- 1998, Fluid Grant Hall Gallery, NV Group Exhibitions, Las Vegas

## Gruppenausstellungen (Auswahl)
- 2009–2007, Slick surface(s), Wanderausstellung: Villa Goecke, Krefeld, Neue Galerie im Rathauspark, Gladbeck, Galerie Frank Schlag, Essen
- 2008/2007, Las Vegas Diaspora: The Emergence of Contemporary Art From The Neon Homeland, Las Vegas Art Museum / Laguna Art Museum (Kurator Dave Hickey)
- 2007, Pink III, Arena 1 Gallery, Santa Monica
- 2006, abstract art now, Wilhelm-Hack-Museum, Ludwigshafen
- 2005, Especial, Galerie Schmidt Maczollek, Köln
- 2004, Pink, Cartelle Gallery, Marina del Rey, USA
- 2003, Vegas Baby, Elevation Gallery, Atlanta, USA
- 2002, (Las) Vegans, James Kelly Contemporary, Santa Fe, USA
- 2000, Ultralounge, Nevada Institute of Contemporary Art, Las Vegas, USA (Kurator: Dave Hickey)